# Ida May Park

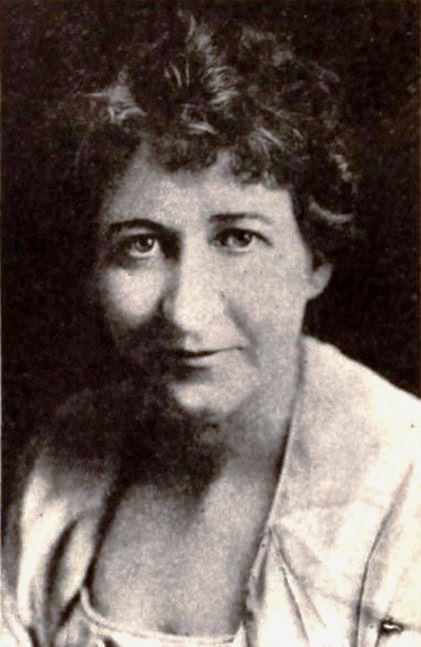
Ida May Park

Ida May Park (* 28. Dezember 1879 in Los Angeles, Kalifornien; † 13. Juni 1954 ebenda) war eine amerikanische Drehbuchautorin und Regisseurin in der Stummfilmzeit. Sie hat zwischen 1914 and 1930 für über 50 Filme geschrieben und führte zwischen 1917 und 1920 die Regie für 14 Filme. Sie war mit dem Regisseur  und Produzenten Joseph De Grasse verheiratet, mit dem sie auf regulärer Basis bei Universal zusammen arbeitete.